# Dholpur (Inde)
Pour les articles homonymes, voir Dholpur (homonymie).
Dholpur est une ville, chef-lieu du district homonyme, dans l'état du Rajasthan, en Inde. Elle était le siège de la principauté de Dholpur avant d'être intégrée dans l'état du Rajasthan en 1949.
Elle est située entre Agra et Gwalior et à 250 km de Delhi. Elle se trouve sur un nœud ferroviaire majeur et sur la route nationale 3 entre Delhi et Mumbai.